# Mucusso
Mucusso – miasto w Angoli, w prowincji Cuando-Cubango.